# 列夕乡
列夕乡，是中华人民共和国湖南省湘西土家族苗族自治州永顺县下辖的一个乡镇级行政单位。

## 行政区划
列夕乡下辖以下地区：
列夕村、杨木村、昔车村、比条村、龙溪村、响塘村、友和村、泽那村和龙车村。